# Stanisław Łobaziewicz
Stanisław Łobaziewicz (ur. 24 marca 1948 w Wyżnych, zm. 7 grudnia 2003 w Krakowie) – polski działacz szachowy.
W roku 1975 ukończył Politechnikę Śląską w Gliwicach, następnie zamieszkał w Krzeszowicach, gdzie przez dwa lata pracował jako nauczyciel. Przez kolejne 20 lat pracował w górnictwie.
Dużą rolę w jego życiu odegrała kultura fizyczna. W młodości czynnie uprawiał piłkę nożną, pod koniec lat 60. występując na pozycji bramkarza w drużynie Stal Rzeszów, również w meczach I ligi. Po zamieszkaniu w Krzeszowicach prowadził szeroką działalność sportową w Krzeszowickim Ośrodku Kultury, jak również w klubie "Świt" Krzeszowice.
Grę w szachy poznał w młodym wieku, podglądając pojedynki swojego ojca i dziadka. Jako zawodnik nie osiągnął znaczących sukcesów sportowych (posiadał II kategorię szachową), uznanie zyskał natomiast jako działacz szachowy. Był kierownikiem sekcji szachowej w krzeszowickim "Świcie", a następnie prezesem Małopolskiego Związku Szachowego. Jednocześnie zaczął działać w strukturach Polskiego Związku Szachowego, najpierw będąc członkiem, a następnie przewodniczącym Komisji Młodzieżowej. W roku 2000 zwyciężył w wyborach na Prezesa Polskiego Związku Szachowego i pełnił tę funkcję aż do śmierci w roku 2003.